# Красная (Коми)
Красная — деревня в Сыктывдинском районе Республики Коми Российской Федерации. Входит в состав сельского поселения Часово.

## Топоним
Первоначально — деревня Кряжская, с 1939 года — Красная. Местное название Ситбар связано с речкой Ситбаръю.

## География
Расположен на правобережье Вычегды на расстоянии примерно 43 км по прямой от районного центра села Выльгорт на север.

## История
Известна с 1859 года.

## Население
| 2010 |
| ---- |
| 156  |

### Национальный  состав
Согласно результатам переписи 2002 года, в национальной структуре населения коми составляли 93 % из
174 человек, 156 — в 2010.

## Известные уроженцы, жители
Изъюров, Анатолий Степанович (1932 — 1966) — коми писатель.

## Инфраструктура
Личное подсобное хозяйство с зоной сельскохозяйственного использования, индивидуальная застройка усадебного типа.
ФАП Красная.

## Транспорт
Деревня доступна автотранспортом. Остановка общественного транспорта «Красная».